# Shane Young
Shane Young (Napier, 31 de julho de 1993) é um lutador neozelandês de artes marciais mistas, atualmente competindo no peso pena do Ultimate Fighting Championship.

## Início
Young nasceu em Napier, Nova Zelândia. Ele treina na City Kickboxing e é companheiro de lutadores como Israel Adesanya, Dan Hooker e Kai Kara-France.

## Carreira no MMA

### Ultimate Fighting Championship
Young fez sua estreia no UFC contra Alexander Volkanovski em 19 de novembro de 2017 no UFC Fight Night: Werdum vs. Tybura. Ele perdeu por decisão unânime.
Young enfrentou Rolando Dy em 23 de junho de 2018 no UFC Fight Night: Cowboy vs. Edwards. Ele venceu por nocaute técnico no segundo round.
Young enfrentou Austin Arnett em 9 de fevereiro de 2019 no UFC 234: Adesanya vs. Silva. Ele venceu por decisão unânime.

## Cartel no MMA
| Cartel no MMA   |             |            |
| 19 lutas        | 13 vitórias | 6 derrotas |
| Por nocaute     | 6           | 1          |
| Por finalização | 3           | 0          |
| Por decisão     | 4           | 5          |

| Res.    | Cartel | Oponente              | Método                                    | Evento                                  | Data       | Round | Tempo | Local             | Notas              |
| ------- | ------ | --------------------- | ----------------------------------------- | --------------------------------------- | ---------- | ----- | ----- | ----------------- | ------------------ |
| Derrota | 13-6   | Omar Morales          | Decisão (unânime)                         | UFC 260: Miocic vs. Ngannou 2           | 27/03/2021 | 3     | 5:00  | Las Vegas, Nevada |                    |
| Derrota | 13-5   | Ludovit Klein         | Nocaute Técnico (chute na cabeça e socos) | UFC 253: Adesanya vs. Costa             | 26/09/2020 | 1     | 1:16  | Abu Dhabi         |                    |
| Vitória | 13-4   | Austin Arnett         | Decisão (unânime)                         | UFC 234: Adesanya vs. Silva             | 09/02/2019 | 3     | 5:00  | Melbourne         |                    |
| Vitória | 12-4   | Rolando Dy            | Nocaute Técnico (socos)                   | UFC Fight Night: Cowboy vs. Edwards     | 23/06/2018 | 2     | 4:40  | Kallang           | Luta da Noite.     |
| Derrota | 11-4   | Alexander Volkanovski | Decisão (unânime)                         | UFC Fight Night: Werdum vs. Tybura      | 19/11/2017 | 3     | 5:00  | Sydney            | Estreia no UFC.    |
| Vitória | 11-3   | Bo Yan                | Finalização (mata leão)                   | WLF: W.A.R.S. 13                        | 22/04/2017 | 1     | N/A   | Zhengzhou         |                    |
| Vitória | 10-3   | Zexian Jiang          | Finalização (mata leão)                   | Glory of Heroes: Rise of Heroes 7       | 18/02/2017 | 1     | 5:00  | Auckland          |                    |
| Vitória | 9-3    | Siitia Leti           | Decisão (unânime)                         | Brace 43                                | 01/10/2016 | 1     | 0:36  | Canterbury        |                    |
| Vitória | 8-3    | Zhenhong Lu           | Nocaute Técnico (socos)                   | Elevation Power in Cage 4               | 28/05/2016 | 1     | 3:29  | Zhengzhou         |                    |
| Vitória | 7-3    | Rodolfo Marques       | Decisão (dividida)                        | Minotaur 3                              | 04/03/2016 | 3     | 5:00  | Parkville         |                    |
| Derrota | 6-3    | Guan Wang             | Decisão (unânime)                         | Wu Lin Feng 2015: New Zealand vs. China | 19/09/2015 | 3     | 5:00  | Auckland          |                    |
| Vitória | 6-2    | Liucai Cui            | Finalização (mata leão)                   | The Legend Of Emei 3                    | 08/08/2015 | 1     | 2:34  | Jiangsu           |                    |
| Vitória | 5-2    | Julian Rabaul         | Nocaute (socos)                           | Xtreme Fighting Championship 24         | 23/05/2015 | 1     | 1:16  | Brisbane          |                    |
| Derrota | 4-2    | Damien Brown          | Decisão (majoritária)                     | Xtreme Fighting Championship 23         | 28/02/2015 | 3     | 5:00  | Brisbane          |                    |
| Vitória | 4-1    | Adrian Rodriguez      | Nocaute Técnico (chute na cabeça e socos) | Xtreme Fighting Championship 22         | 24/11/2014 | 3     | 3:32  | Brisbane          |                    |
| Derrota | 3-1    | Adrian Rodriguez      | Decisão (majoritária)                     | Xtreme Fighting Championship 20         | 15/02/2014 | 3     | 5:00  | Brisbane          |                    |
| Vitória | 3-0    | Hayden Watt           | Decisão (majoritária)                     | Shuriken MMA: Rise                      | 23/11/2013 | 3     | 5:00  | Auckland          |                    |
| Vitória | 2-0    | Jiraya Fernandes      | Nocaute Técnico (socos)                   | JF Fights: New Zealand                  | 23/06/2013 | 1     | 4:50  | Wellington        |                    |
| Vitória | 1-0    | Ray Karaitiana        | Nocaute Técnico (socos)                   | ICNZ 18                                 | 22/09/2012 | 1     | 0:38  | Auckland          | Estreia nos Penas. |